# Berkovitsa (obchtina)
Berkovitsa (bulgare : Берковица) est une obchtina de l'oblast de Montana en Bulgarie.